# Zöschen
Zöschen ist ein Ortsteil der Stadt Leuna im Saalekreis in Sachsen-Anhalt (Deutschland). Zu Zöschen gehört der Ortsteil Zscherneddel.

## Geografie

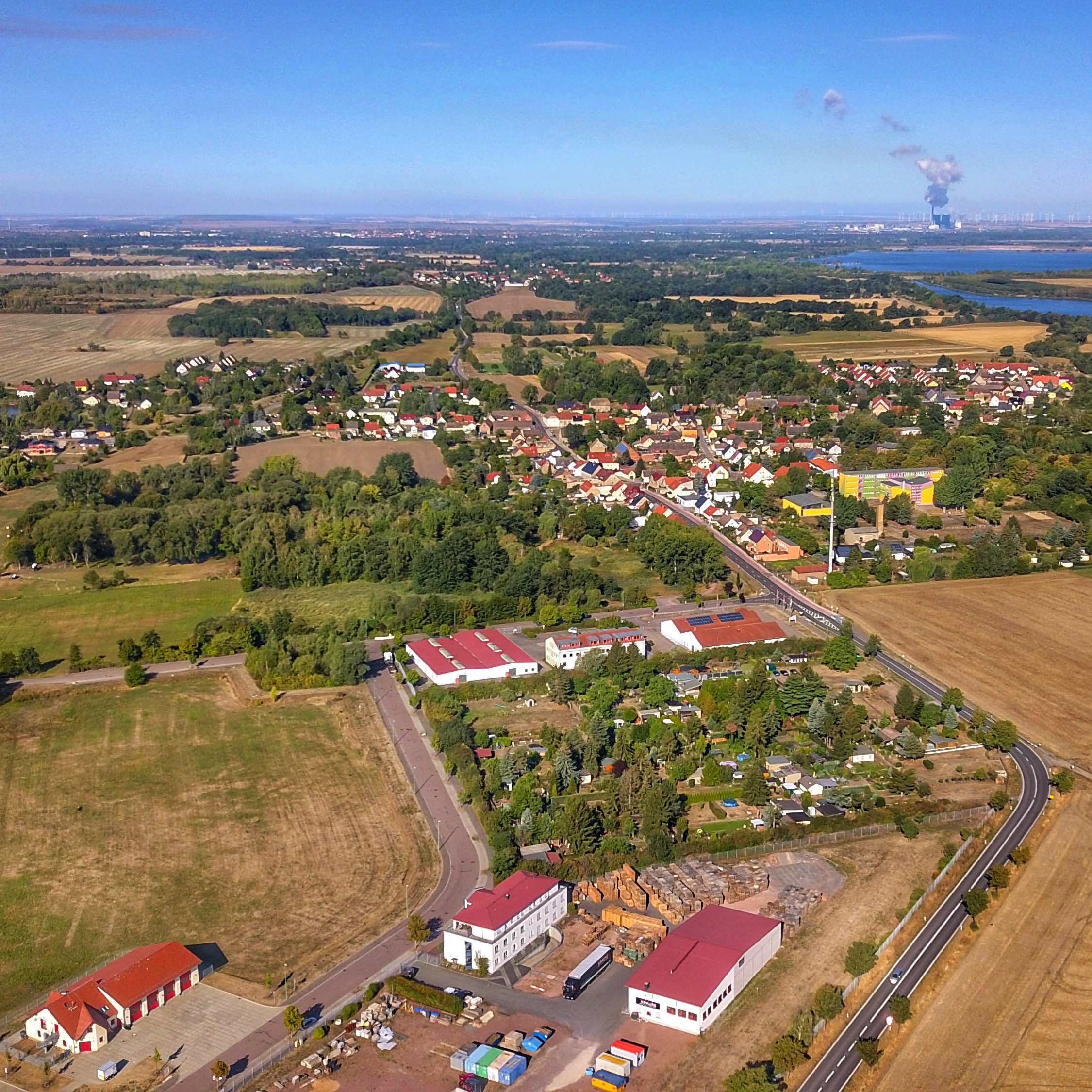
Zöschen, August 2018

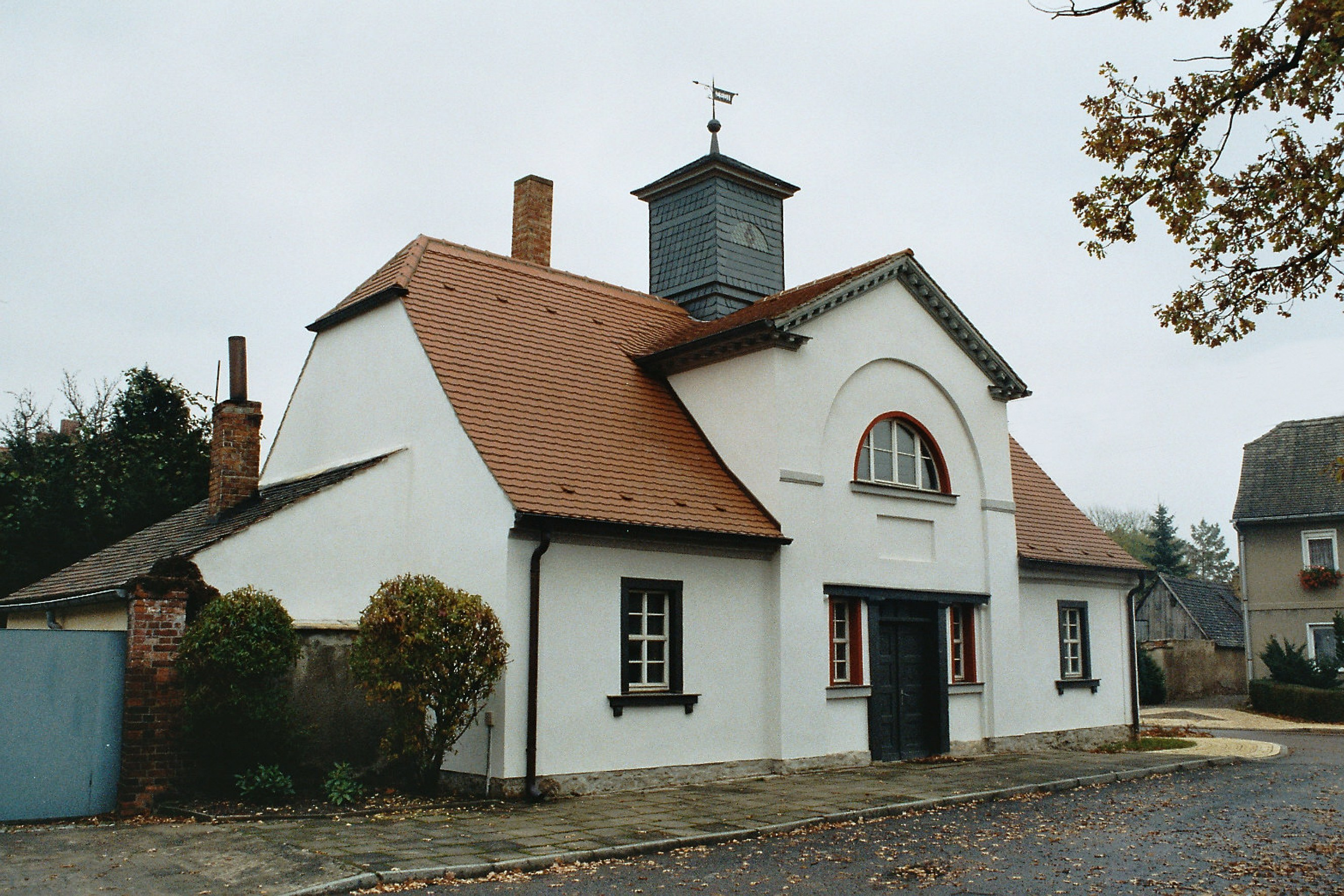
Altes Rathaus in Zöschen

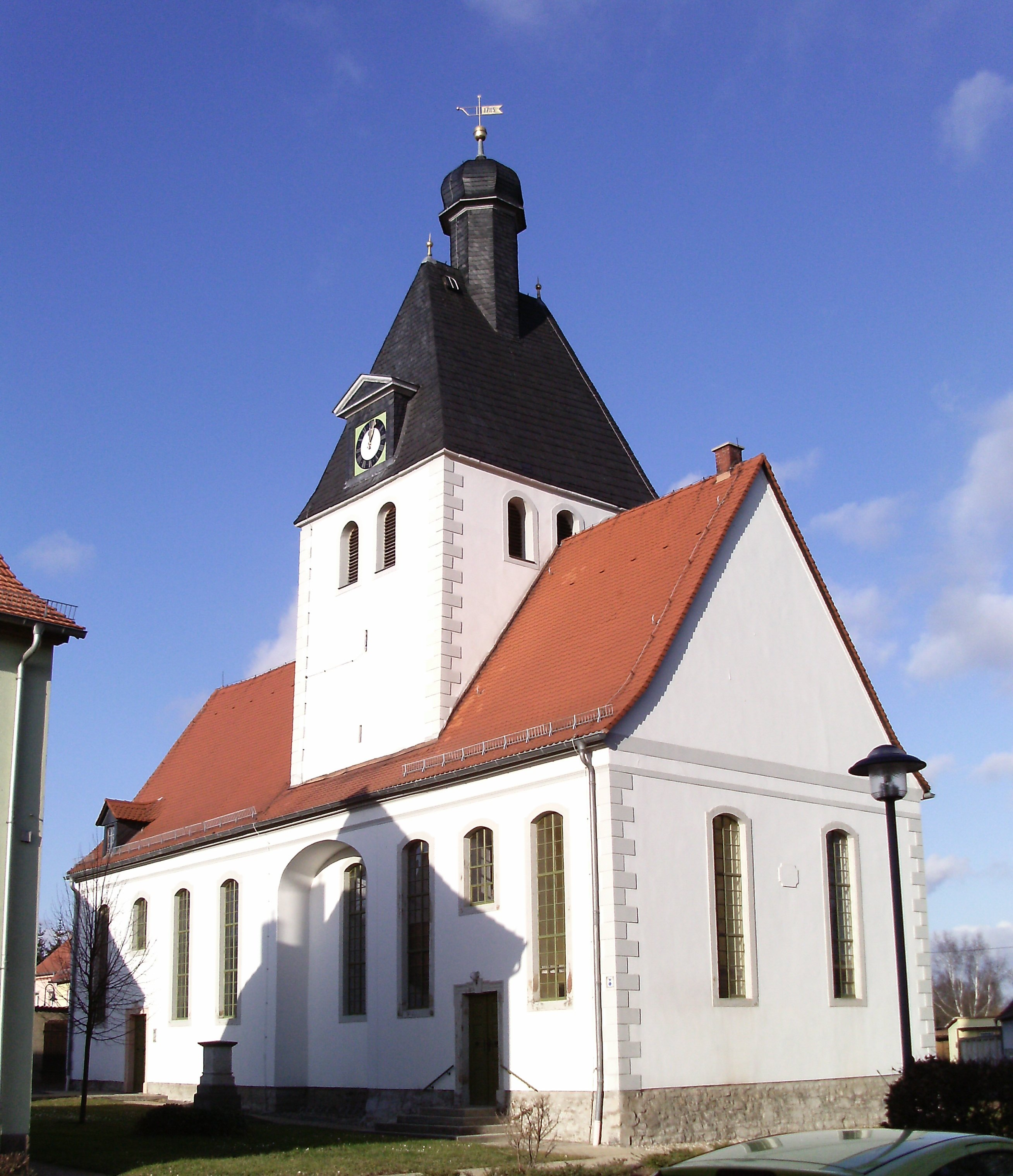
Kirche St. Wenzel mit Ladegast-Orgel

Zöschen liegt zwischen Merseburg und Leipzig an der Luppe, südlich des Raßnitzer Sees. Westlich bzw. nördlich des Ortsteils befinden sich die Schkopauer Ortsteile Wallendorf und Raßnitz, östlich und südlich die Leunaer Ortsteile Zweimen und Kötzschau.

### Ortsgliederung
Die Ortschaft setzt sich aus den beiden Ortsteilen Zöschen und Zscherneddel zusammen.

## Geschichte
Zöschen und Zscherneddel gehörten bis 1815 zum hochstiftlich-merseburgischen Amt Schkeuditz, das seit 1561 unter kursächsischer Hoheit stand und zwischen 1656/57 und 1738 zum Sekundogenitur-Fürstentum Sachsen-Merseburg gehörte. Durch die Beschlüsse des Wiener Kongresses wurden Zöschen und Zscherneddel mit dem Westteil des Amts Schkeuditz im Jahr 1815 an Preußen abgetreten. Bei der politischen Neuordnung Preußens wurden sie 1816 dem Kreis Merseburg im Regierungsbezirk Merseburg der Provinz Sachsen zugeteilt, zu dem sie bis 1952 gehörten. Am 1. April 1939 wurde Zscherneddel nach Zöschen eingemeindet. Bei der Kreisreform in der DDR wurde Zöschen mit Zscherndeddel im Jahr 1952 dem Kreis Merseburg im Bezirk Halle zugeteilt, der 1994 im Landkreis Merseburg-Querfurt und 2007 zum Saalekreis kam.
Von 2006 bis 2009 gehörte Zöschen zur Verwaltungsgemeinschaft Leuna-Kötzschau. Bis zur Eingemeindung in die Stadt Leuna am 31. Dezember 2009 war Zöschen eine selbständige Gemeinde.

## Politik

### Bürgermeister
Der Ortsbürgermeister Zöschens ist Christian Groß.

### Wappen
Blasonierung: „In Blau ein silberner Pferdekopf.“
Das Wappen wurde vom Magdeburger Kommunalheraldiker Jörg Mantzsch gestaltet.
Die Farben von Zöschen sind Weiß-Blau.

## Sehenswürdigkeiten

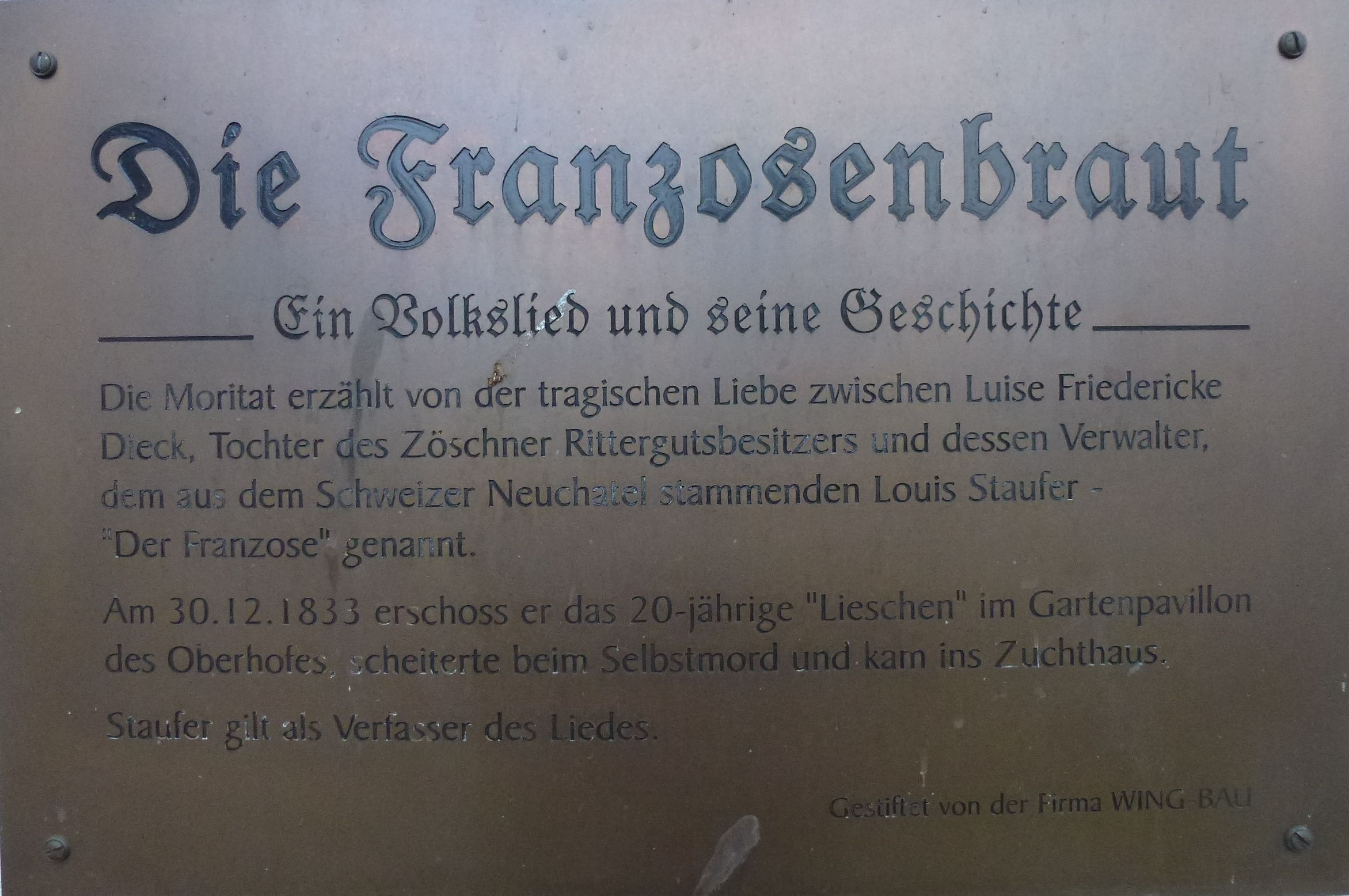
Gedenktafel an die Franzosenbraut

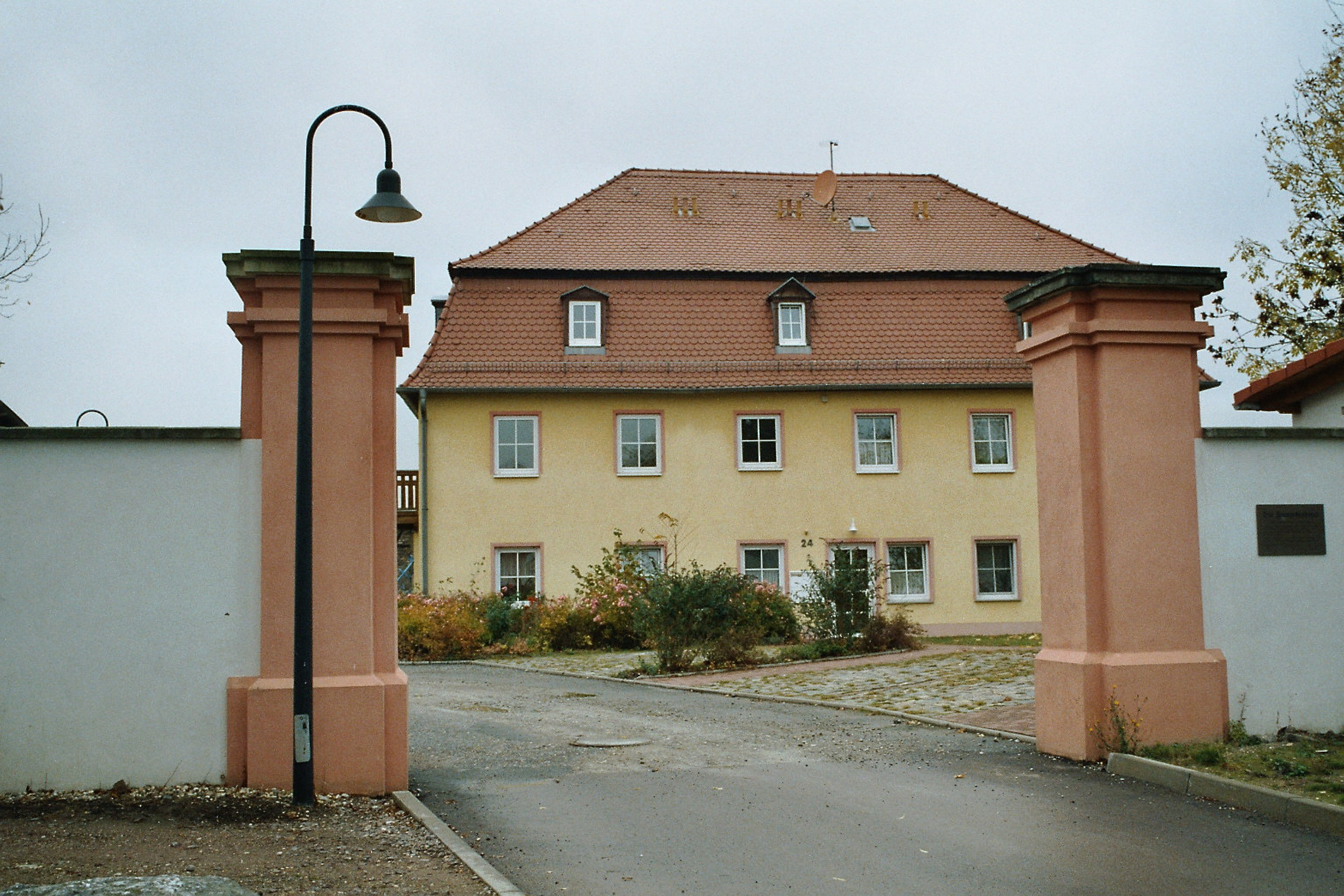
Herrenhaus Oberhof in Zöschen

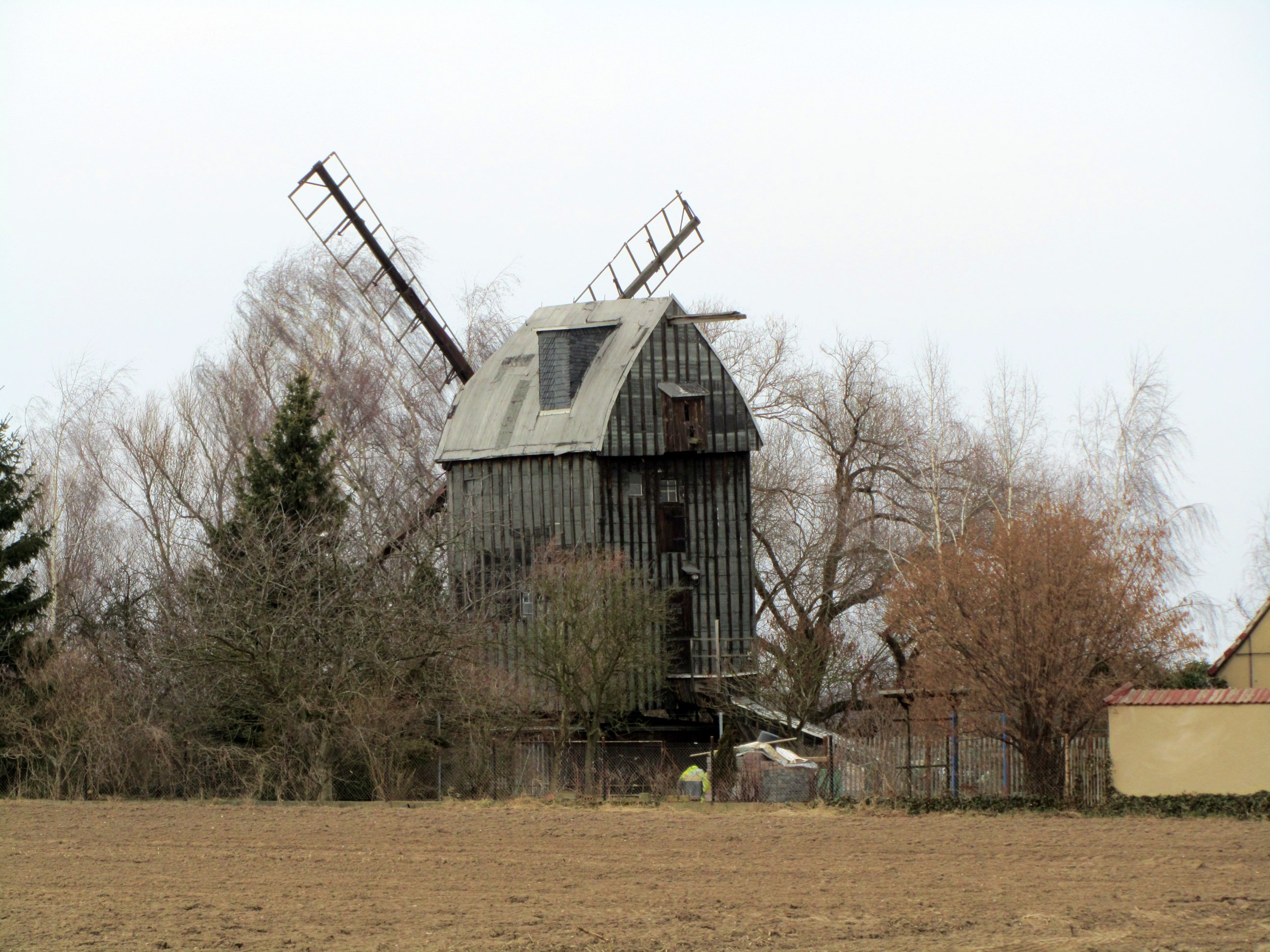
Windmühle

- Gedenktafel für die „Franzosenbraut“

Der Gutsverwalter Louis Staufer erschoss 1833 die zwanzigjährige Tochter Louise des Gutsbesitzers Lorenz Dieck aufgrund einer tragischen Liebe, scheiterte aber beim anschließenden Selbstmord. Im Zuchthaus schrieb er das Gedicht „Geduldig trag ich alle Leiden“, welches später vertont und zum Volkslied wurde. Eine Gedenktafel zur Erinnerung an den Vorfall wurde 1999 am Oberhof angebracht. Das Erbbegräbnis Dieck, angelegt im Jahr 1833, mit dem Grab der Tochter befindet sich auf dem Zöschener Friedhof und steht unter Denkmalschutz.
- Dieck'sche Villa und Park

Die denkmalgeschützte Dieck'sche Villa, von Georg Dieck erbaut, ist ein im Stil der italienischen Renaissance bemerkenswertes, aber derzeit (Stand 2021) sanierungsbedürftiges Bauwerk. Sie ist umgeben von den Resten eines von Georg Dieck 1880 gestalteten Landschaftsparks, dem Brandenstein-Dieck-Park.
- Bockwindmühle in Zscherneddel

Weiterhin stehen u. a. unter Denkmalschutz
- das 1823 errichtete Rathaus mit klassizistischer Fassadengliederung, Krüppelwalmdach, Dachreiter und Wetterfahne am Dorfanger, das heute als Wohnhaus dient,
- die Kirche St. Wenzel, eine im Ursprung romanische Ostturmkirche,
- der Oberhof oder Brandensteinscher Hof, ein historischer Adelssitz und bis ins 19. Jahrhundert im Besitz der Familie Brandenstein,
- der rechteckige Dorfanger mit nahezu vollständig erhaltener rahmender Bebauung und einem  Kriegsdenkmal für die Kriege 1864, 1866 und 1870/71,
- das Kriegerdenkmal auf dem Friedhof, ein ursprünglich für die Gefallenen des 1. Weltkrieges 1923 geschaffenes Denkmal, das für die Opfer des Zweiten Weltkriegs ergänzt wurde.

## Touristische Wege
Zöschen liegt am Radweg „Alte Salzstraße“, der über 25 km von Merseburg (Saaleradweg) bis zur A 9 und von der Landesgrenze zu Sachsen bis nach Leipzig reicht. Er führt vorbei an den renaturierten Tagebaurestlöchern „Wallendorfer See“ und „Raßnitzer See“. Ferner geht der Ökumenische Pilgerweg (Jakobsweg) durch Zöschen.

## Kulturelle Höhepunkte
Ein kultureller Höhepunkt im dörflichen Leben ist das jährliche „Kuchenessen“ (14 Tage nach Pfingsten), ein Heimat- und Volksfest, welches seit Jahrhunderten stattfindet.

## Gedenkstätten

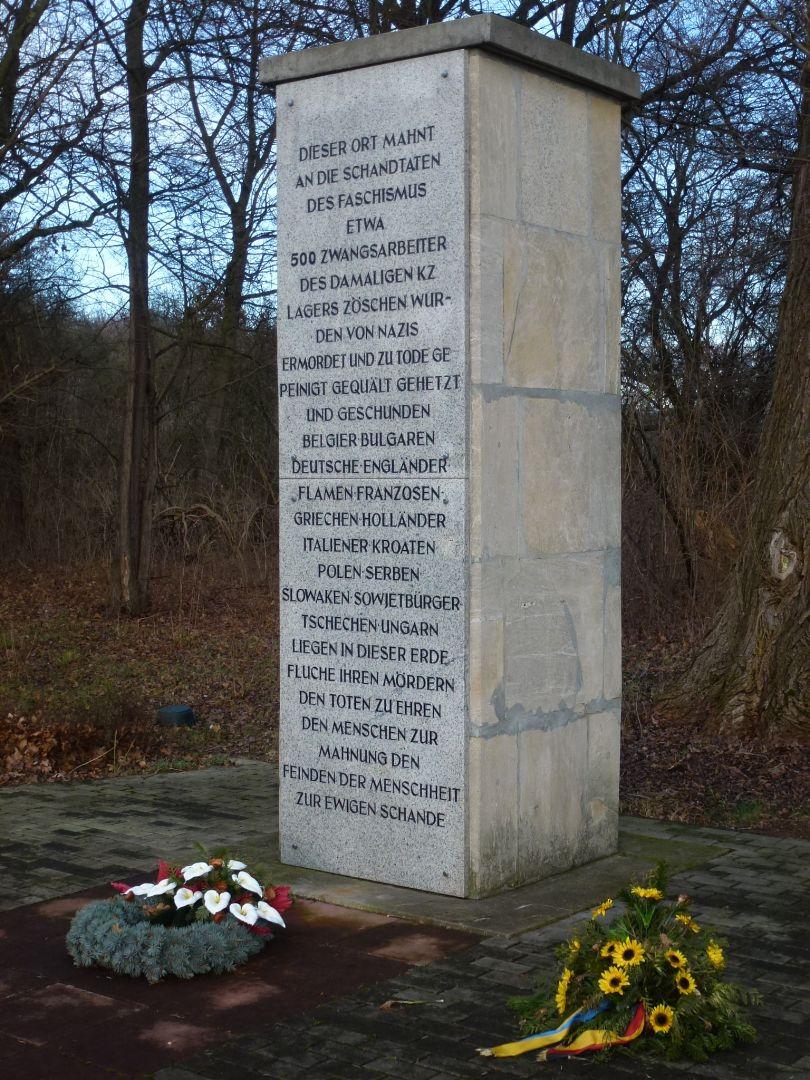
Gedenkstein im Ehrenfriedhof

Gegen Ende des Zweiten Weltkrieges, im April 1945, wurde im Ort ein Arbeitserziehungslager errichtet für hunderte Häftlinge, die in Leuna Zwangsarbeit verrichteten. Ein Ehrenfriedhof mit Gedenkstein erinnert an 500 Häftlinge, die bei Luftangriffen und wegen unmenschlicher Bedingungen umgekommen sind. Ein Gedenkstein der Republik Italien trägt zweisprachig die Inschrift: „Zum steten Gedenken an ihre hier ruhenden Gefallenen“.
Auf dem Friedhof befindet sich das gemeinsame Grab für elf am 4. November 1944 gefallene Flaksoldaten.

## Verkehrsanbindung
Durch Zöschen verläuft die Bundesstraße 181 von Merseburg nach Leipzig. Die Bundesautobahn 9 liegt in unmittelbarer Nähe (hinter Günthersdorf Richtung Leipzig, ca. 5 km) von Zöschen. Der Betrieb auf der Bahnstrecke Merseburg–Leipzig-Leutzsch, zu der der Bahnhof in Zöschen gehörte, wurde 1998 eingestellt.

## Schule

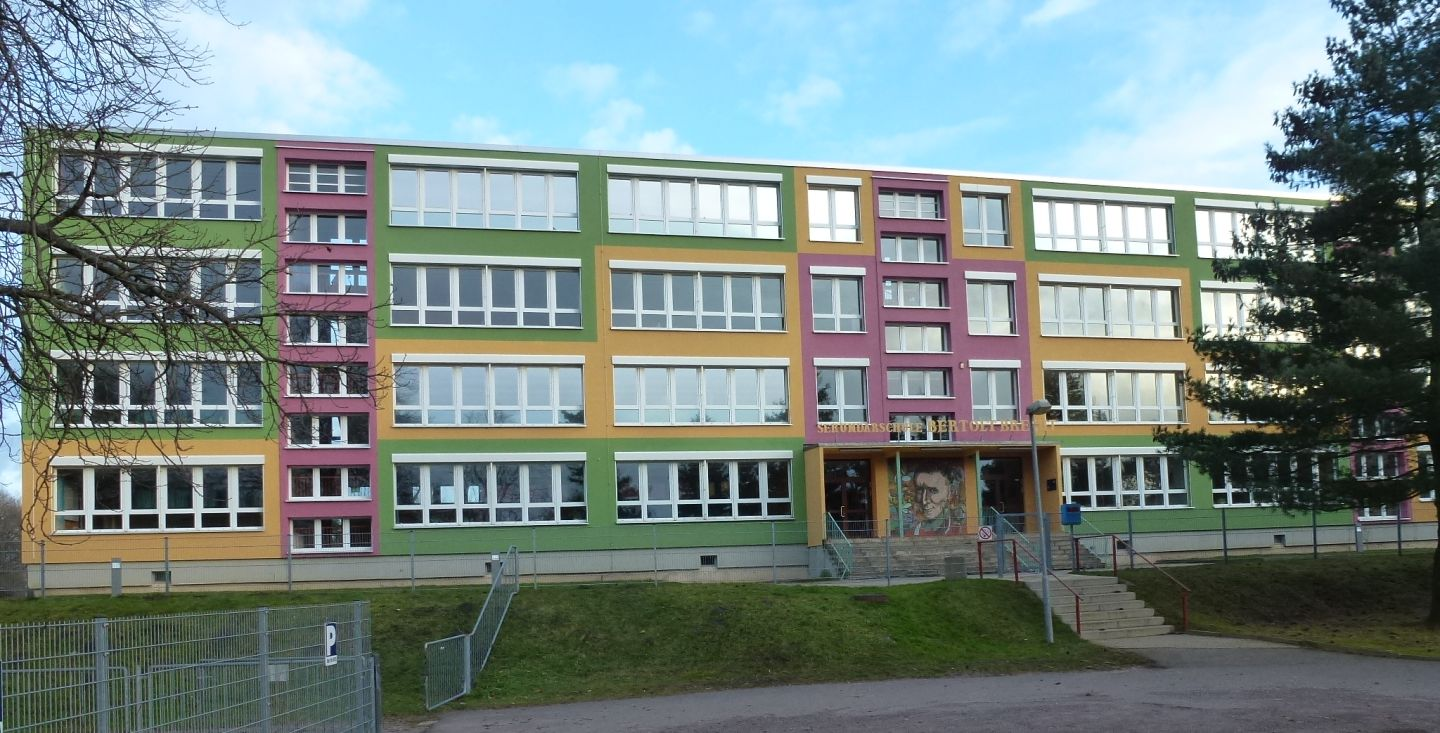
Sekundarschule Bertolt Brecht

In Zöschen befindet sich die Sekundarschule Bertolt Brecht, die nächstgelegene Grundschule ist in Wallendorf, ein Gymnasium in Merseburg.

## Persönlichkeiten
- Theodor Pösche (1825–1899), Autor, Statistiker und Geograph
- Eduard Pechuel-Loesche (1840–1913), Geograph und Forschungsreisender
- Georg Dieck (1847–1925), Botaniker
- Karl Hermann Pahncke (1850–1912), evangelischer Geistlicher